# إيكو جونيور (لعبة فيديو)
إيكو جونيور (بالإنجليزية: Ecco Jr.)‏ هي لعبة فيديو إلكترونية من نوع مغامرات، نشرها شركة سيجا سنة 1995م، وكانت حصراً على نظام ميجا درايف ، ولكن في عام 2007 قامت متجر فرتشويل كونسول اليابانية بإعادة إصدار اللعبة عام 2007م.

## مصدر
1. ↑  ستيم، 1.0.0.81، 1.0.0.82، 12 سبتمبر 2003، QID:Q337535
2. ↑  "ProReview: Ecco Jr". GamePro. IDG [الإنجليزية] ع. 70: 50. مايو 1995.

## وصلة خارجية
- تفاصيل اللعبة بالإنجليزية